# Konstitution
Konstitution (von lateinisch constitutio ‚Zusammensetzung‘, ‚Zuordnung‘) bezeichnet im allgemeinen Sinn die körperliche (physische) Verfassung eines Lebewesens als solche. Im spezifischen Sinn bezeichnet sie die Gesamtheit der überdauernden, genetisch vermittelten Eigenschaften eines Lebewesens. Im Einzelnen sind damit morphologische, physiologisch-biochemische und psychologische Merkmale der Individualität gemeint. Das Adjektiv konstitutionell bedeutet demnach im weiteren Sinn auf die körperliche Verfassung bezogen, im Sinne der spezifischen Begriffsverwendung hingegen so viel wie durch Anlage bedingt oder angeboren – ohne Wertung, ob hierdurch eine Krankheit verursacht wird.

## Abgrenzung zur Disposition
Die Konstitution als Anlage bildet das Antinom zur Disposition, das ist eine ggf. schon früh in der Entwicklung peristatisch erworbene, wechselhafte oder kürzer überdauernde innere Bereitschaft des Organismus, auf bestimmte äußere Einflüsse außergewöhnlich – meist im Sinne einer Krankheit – zu reagieren. Es handelt sich um eine idealtypische Unterscheidung, das bedeutet, dass im akuten Fall in der Regel beide Momente – Konstitution und Disposition – eine Rolle spielen.

## Geschichte
In der älteren Konstitutionslehre umfasst der Begriff in der Regel die Summe der körperlichen und seelischen Veranlagungen eines Menschen. Dabei wurden die seelischen Faktoren häufig mystifiziert. Bereits William Battie (1704–1776) kritisiert daher die entsprechenden Auffassungen seines Vorgängers Thomas Willis (1621–1675), womit die jeweils prägenden Einflüsse eher verschleiert als konkret benannt werden. Zu Beginn des 20. Jahrhunderts trat die Lehre von der Konstitution wieder stärker hervor und trug zu der, bereits im Denken der klassischen griechischen Medizin zu findenden Erkenntnis bei, dass bei jedem lokalen Krankheitsprozess der ganze Mensch mitbeteiligt ist; und es entstanden die Schulrichtungen Neohippokratismus und die „Ganzheitsbetrachtung“. Der Konstitutionsgedanke trat von 1838 bis 1918 einer rein naturwissenschaftlichen Basis der Heilkunde und einer übermäßigen Spezialisierung in der Medizin entgegen. Am Ende des 19. Jahrhunderts erfolgte eine Herausarbeitung des erneuerten Konstitutionsbegriffes, der für die Klinik insbesondere von Friedrich Martius nutzbar gemacht wurde. Heute werden unter Konstitution und Disposition meist die relativ überdauernden körperlichen, lebensgeschichtlich und soziokulturell bedingten Eigenschaften eines Menschen zusammengefasst, die für das allgemeine Leistungsvermögen und die Gesundheit wichtig sind und über längere Entwicklungsphasen oder die gesamte Lebensspanne bestehen.

## Erblehre
Als Genotyp wird die Summe der ererbten Anlagen (Genom) bezeichnet, im Unterschied zum Phänotyp, dem Erscheinungsbild, d. h. der Gesamtheit aller am Individuum ausgebildeten Merkmale. Der aus dem Genotyp entstehende Phänotyp wird bereits durch intrauterine Einflüsse, z. B. Infektionen, und durch perinatale Ereignisse, z. B. Komplikationen bei und nach der Entbindung, geformt und entwickelt sich unter den gegebenen Umweltbedingungen im Rahmen genetisch gesetzter Grenzen (der sog. Reaktionsnorm). Darüber hinaus können Krankheiten, Ernährungsgewohnheiten, Intoxikationen, z. B. Alkoholismus, Lebens- und Arbeitsbedingungen chronische Effekte verursachen, welche die ursprüngliche Konstitution wesentlich verändern.

## Konstitutionstypologien beim Menschen
Eine Konstitutionstypologie ist die Einteilung von Menschen nach ihrem Körperbau und dem damit scheinbar zusammenhängendem Temperament. Solche Konstitutionstypen entwickelte bereits Galen (siehe auch Temperamentenlehre) auf der Grundlage der hippokratischen Humoralpathologie. Er sah die Grundlage der Temperamentseigenschaften und der Disposition zu bestimmten Krankheiten in der individuellen Zusammensetzung der „Säfte“ des Körpers. Die bekanntesten Konstitutionslehren in neuerer Zeit sind die von Ernst Kretschmer in Deutschland (siehe auch Kretschmers Konstitutionspsychologie) und die von William Sheldon in den USA (siehe auch somatischer Körperbautyp).
Ernst Kretschmer bezog sich auf Dutzende von Körperbaumaßen (anthropometrischen Variablen), u. a. Körpergröße, Körpergewicht, Proportionen von Kopf, Rumpf und Gliedmaßen, Gesichtsform, Hautbeschaffenheit, und unterschied drei Typen:
- Leptosome (schlankwüchsig, im Extrem: Astheniker)
- Pykniker (breitwüchsig)
- Athletiker (grobwüchsig und muskulär).

Diesen Körperbauformen ordnete er aufgrund ausgedehnter Studien anhand der Biographien ausgewählter Personen und anhand der Krankengeschichten von psychiatrischen Patienten, typische Temperamentsausprägungen zu: das schizothyme (empfindliche, stille, zurückgezogene, gehemmte), das zyklothyme (lebhafte, impulsive, gutgelaunte) bzw. das visköse (emotional unflexible, schwerfällige, beharrende) Temperament. Kretschmer nahm an, dass es für bestimmte individuelle körperliche Wuchstendenzen und die Krankheitsdispositionen für psychiatrische und innere Erkrankungen eine gemeinsame Grundlage in der vegetativ-hormonalen Regulation geben müsse. Seine Konstitutionslehre fand breites Interesse, denn sie versprach einen erneuerten Zugang zur Diagnostik des Temperaments und zu den biopsychologischen Grundlagen der Krankheitslehre in der Psychiatrie.
Diese Konstitutionslehre hielt der unabhängigen empirischen Prüfung nicht stand. Die behaupteten Zusammenhänge von Körperbaumerkmalen und Persönlichkeitseigenschaften sind nicht nachweisbar oder sie sind statistisch nur sehr schwach ausgeprägt. Die gelegentlich beobachteten Zusammenhänge können unterschiedlich interpretiert werden. Während Kretschmer einen gesetzmäßigen und primären Zusammenhang wegen zugrundeliegender biopsychologischer Eigenschaften behauptete, kann eine beobachtete Korrelation auch durch einen sekundären psychologischen Entwicklungsprozess erklärt werden. Beispielsweise wird die eigene Bewertung des Aussehens (Attraktivität) oder das Erleben der körperlichen Größe und Kraft das individuelle Selbstgefühl, das Selbstvertrauen, den Eindruck der Überlegenheit bzw. Unterlegenheit beeinflussen. Darüber hinaus wirken der Vergleich mit anderen Menschen und die erlebte Bewertung durch andere Menschen auf das Selbstkonzept zurück, wobei populäre soziale Stereotype über die psychologische Bedeutung von muskulärem, magerem oder fettleibigem Körperbau mitspielen können (Buse und Pawlik 1984; Myrtek 1980). Diese Einflüsse können wiederum die eigene Motivation hinsichtlich Sport und körperlichem Training fördern, so dass subjektive Einstellungen zu objektiv verschiedenen Entwicklungen führen.
Kretschmers Körperbau-Typologie hat nach den Ergebnissen der empirischen Überprüfung ihre Bedeutung weitgehend verloren.  Ein Problem war, dass die reinen Formen von Kretschmers drei Konstitutionstypen relativ selten sind, so dass die Mischformen dominieren. Die Idee der biologisch fundierten, psychophysischen Grundeigenschaften wurde auch von anderen Forschern verfolgt und ist noch aktuell (Neuropsychologie, Persönlichkeitsmodelle, Psychophysiologie).
In einer kaum noch überschaubaren Vielfalt liegen Forschungsergebnisse zur Variabilität körperlicher Merkmale des Menschen bzw. zur körperlichen (somatischen) Individualität vor. Diese kann hinsichtlich morphologisch-anatomischer, physiologisch-adaptiver und biochemisch-immunologischer Merkmale beschrieben werden.

## Konstitution und Leistungsvermögen
Für sportliche Leistungen oder Höchstleistungen ist neben dem gezielten Training auch eine geeignete Konstitution wichtig, d. h. der optimale Körperbau der Athleten für eine bestimmte Sportart, das Reaktionstempo, die Ausdauer und die emotionale Stabilität in der Wettkampfsituation u. a. Eigenschaften. Auch bei anderen Aufgaben und Tätigkeiten spielen konstitutionelle Voraussetzungen wie Sinnestüchtigkeit (Sehen, Hören, Geschmackswahrnehmung), Orientierung im Raum, Auge-Hand-Koordination und Fingergeschicklichkeit eine Rolle.

## Konstitution und Krankheitslehre beim Menschen
Charakteristische Unterschiede des Schlafverhaltens, der Bewegungsaktivität und der emotionalen Reaktionen sind bereits bei Neugeborenen zu beobachten. Unter medizinischen Gesichtspunkten sind die konstitutionellen Eigenschaften eines Menschen beteiligt, wenn jemand relativ leicht erkrankt oder einen ungewöhnlich langen Verlauf der Heilung oder Rehabilitation zeigt. Hier sind verschiedene Aspekte zu nennen: Unterschiede der Reaktivität (Empfindlichkeit, Reagibilität) und der Anpassungsfähigkeit (Adaptivität) des gesamten Organismus bzw. einzelner Organsysteme, Unterschiede der Verletzlichkeit (Vulnerabilität) und Empfänglichkeit (Suszeptibilität) bzw. der Widerstandskraft (Resistenz, Immunität) gegenüber schädlichen Einwirkungen, d. h. Noxe, Infektion, Intoxikation, Verletzung, Überforderung, Stress usw. Jeweils ist eine Wechselbeziehung zwischen genetischen Faktoren und Umweltfaktoren anzunehmen, auch bei der tatsächlichen Auswirkung der angeborenen Stoffwechselstörungen (inborn error of metabolism, Archibald Garrod, 1908).
Der in der Medizin gebrauchte Begriff der Anfälligkeit (Vulnerabilität) meint bestimmte Anzeichen für die Disposition zu einer Erkrankung. So wird z. B. in der Psychiatrie über Vulnerabilitätsmarker für Schizophrenie geforscht. Viele Modelle zur Entstehung von Krankheiten enthalten die Annahme, dass es im Organismus Orte geringeren Widerstandes bzw. erhöhter Irritierbarkeit (lat. locus minoris resistentiae sive majoris irritatione) gibt, welche die spezielle Vulnerabilität erklären (so in der Ende des 19. Jahrhunderts aufkommenden „Konstitutionspathologie“, zu deren Vorläufern Friedrich Wilhelm Beneke gehörte). Verwandte Konzepte sind die in der Psychophysiologie eingehend untersuchten individualspezifischen Reaktionsmuster, die angeborenen Funktionsschwäche und die Idiosynkrasien, d. h. eine spezielle Überempfindlichkeit (Aversion) oder Unverträglichkeiten (Allergie, Intoleranz).
Die Krankheitslehre (Ätiologie, Pathogenese) befasst sich mit der Disposition für bestimmte körperliche Krankheiten und psychische Störungen. Durch Vorsorgeuntersuchungen zur Früherkennung von Krankheiten sind diese somatischen Risikofaktoren zu erkennen und mit geeigneten Maßnahmen zu beeinflussen. Während die traditionelle Konstitutionsforschung unter dem Aspekt Körperbau und Temperament zum Stillstand gekommen ist, lebt das Konzept biopsychologischer Dispositionen u. a. in der Kleinkind-Forschung und in Krankheitsmodellen fort.